# Випсаний Ленат
Випсаний Ленат (на латински: Vipsanius Laenas) е политик на Римската република през 1 век пр.н.е. Произлиза от плебейската фамилия Випсании, клон Ленат.
Той е претор и през 56 пр.н.е. или 55 пр.н.е. управител на римската провинция Сардиния.